# Наварин (бухта)
Наварин, также Наваринская бухта (греч. Όρμος του Ναβαρίνου ή Κόλπος της Πύλου) — небольшая, глубокая и почти полностью обособленная от открытых вод частями суши бухта Ионического моря в Месинии, на юго-западном побережье полуострова Пелопоннес в Греции. На южном берегу бухты находится город Пилос. Бухта является местом решающего морского сражения в 1827 году, которое закрепило независимость Греции от Османской империи.
С запада бухту закрывает остров Сфактирия, на котором произошла битва в 425 год до нашей эры во время Пелопоннесской войны. Сфактирия служит огромным волноломом для бухты, оставляя узкий пролив Сикия с севера и широкий — с юга. Бухта — одна из самых безопасных якорных стоянок в Средиземном море, удобная для стоянки флота и надёжно защищённая от штормов выступающим мысом Наварин.
У южного входа в бухту находится Новая Наваринская крепость (Неокастрон), у северного — Старая Наваринская крепость (Палеокастрон). В Палеокастроне находятся руины франкского замка, построенного в 1278 году. По одной из версий название Наварин связано с поселившимися в этой области аварами.
Во время Первой Архипелагской экспедиции в ходе Русско-турецкой войны 1768—1774 годов бухта Наварин временно использовалась после взятия Новой Наваринской крепости 10 (21) апреля 1770 года как база русского флота до 26 мая (6 июня) 1770 года.
В Наваринской бухте 8 (20) октября 1827 года произошло морское сражение между турецко-египетским флотом Ибрагим-паши и соединённой англо-франко-русской эскадрой, во время Греческой революции 1821—1829 гг. На берегах бухты Наварин находится братские могилы: на острове Сфактирия — русских, на Хелониси — англичан, на острове Пилос — французов.
В 1828 году французский экспедиционный корпус под командованием Николя Жозефа Мезона занял Новую Наваринскую крепость и Мезон основал на южном побережье бухты Наварин город Пилос, который в настоящее время является популярным центром туризма. Город получил название от древнего города Пилос, владения мифологического царя Нестора, который находился севернее, в области города Хора, и описан Гомером в «Одиссее».

Монументы павшим в Наваринском сражении
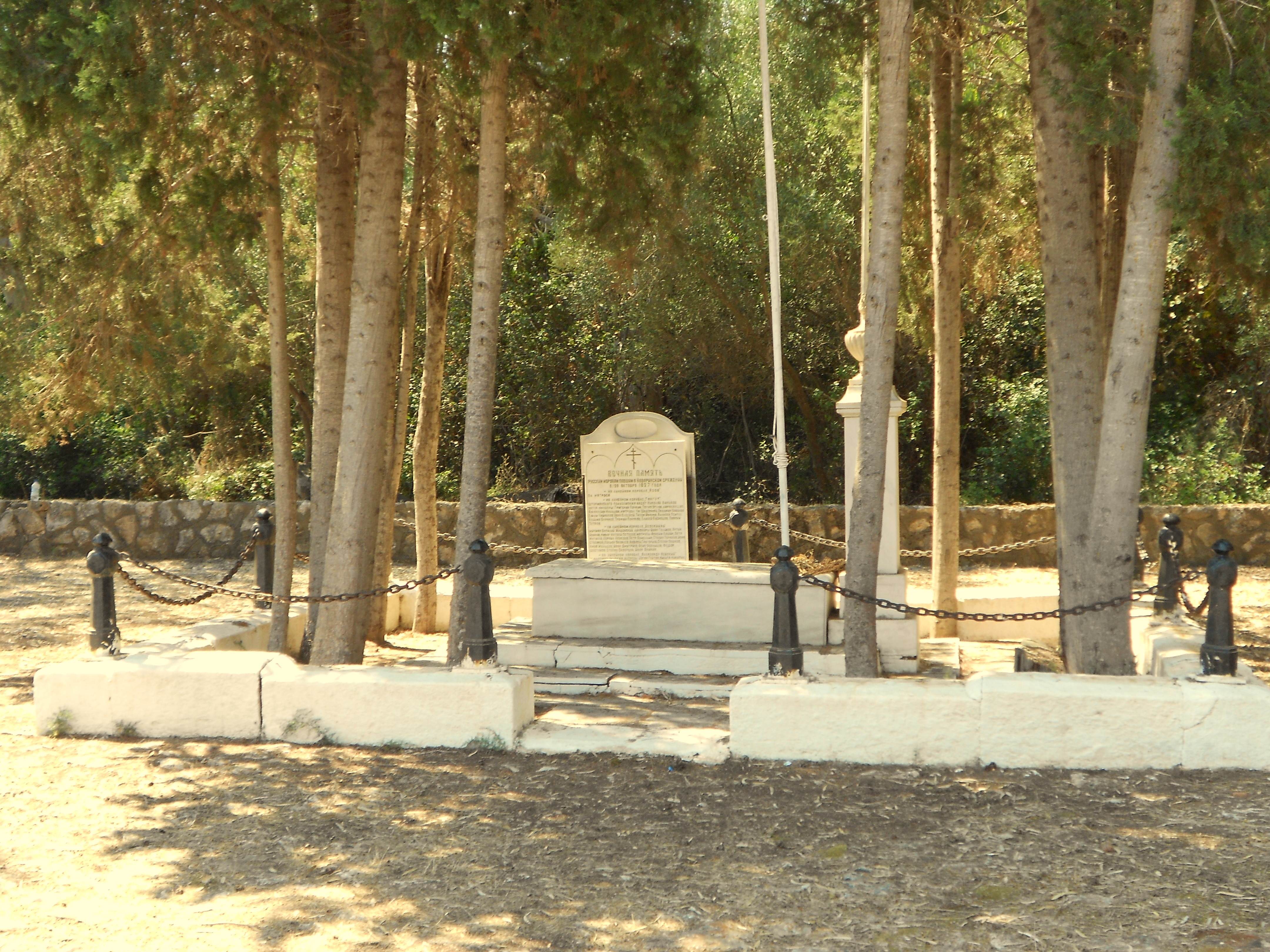
Русский монумент на острове Сфактирия
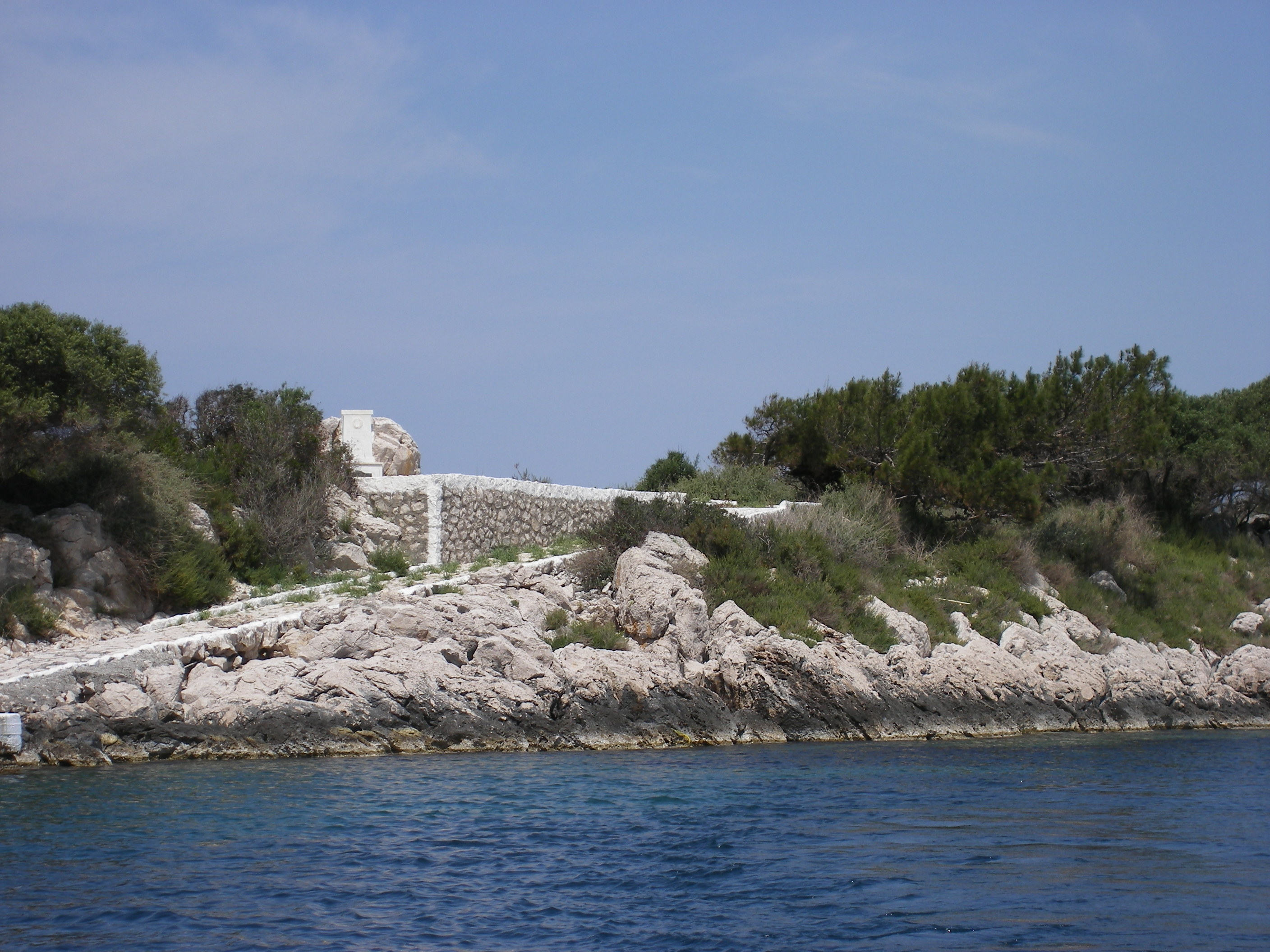
Английский монумент на острове Хелониси
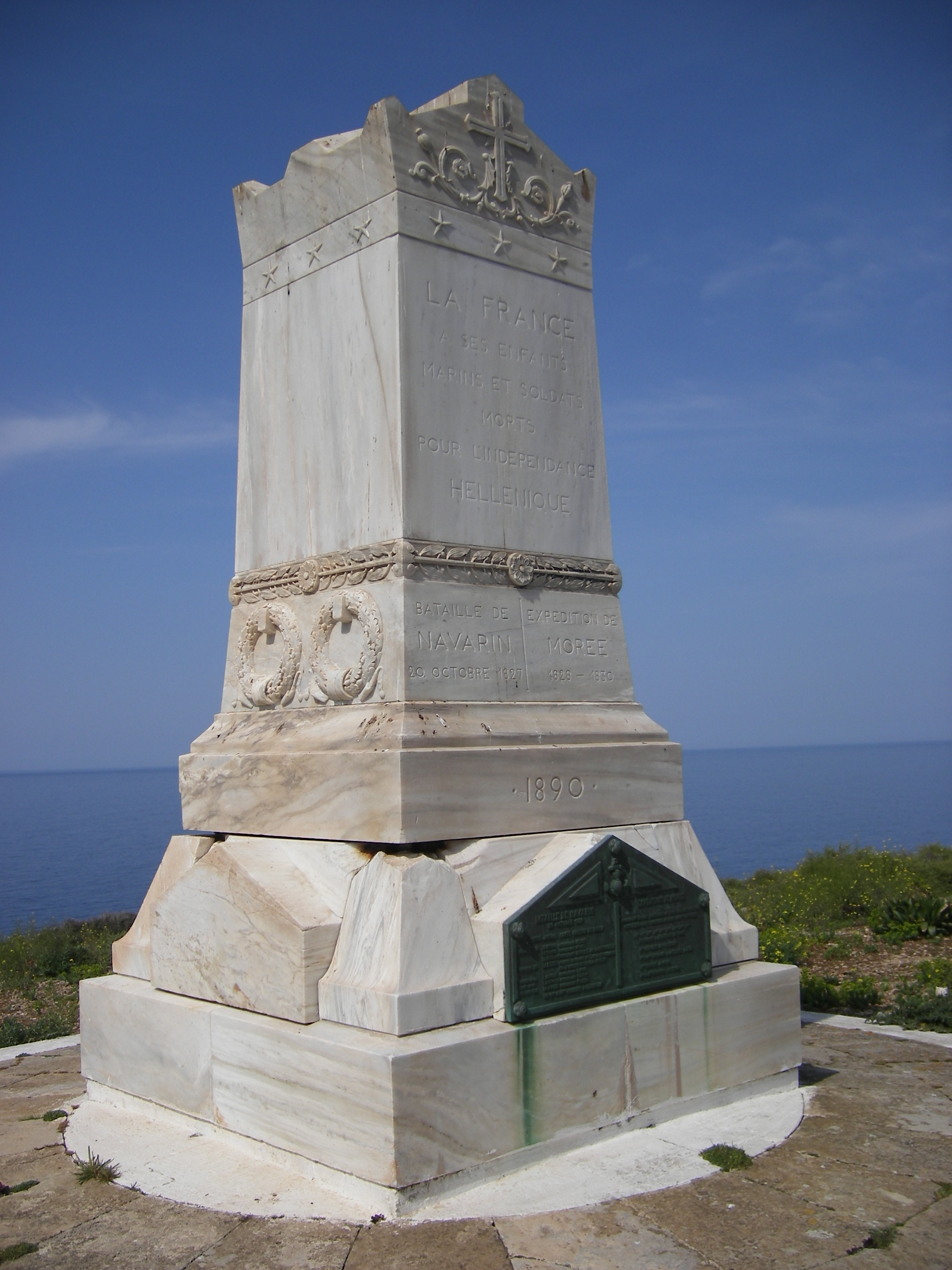
Французский монумент на острове Пилос